# Nia Long
Pour les articles homonymes, voir Long.
Nia Long est une actrice américaine née le 30 octobre 1970 à Brooklyn (New York).
Elle s'est bâti une solide réputation de talent et éclectisme, dans des productions allant de la comédie grand public au film d'auteur à petit budget. Révélée au grand public par la comédie Big Mamma (2000), elle s'est notamment illustrée dans le thriller Stigmata (1999) et la comédie The Best Man Holiday (2013).
À la télévision, elle est couronnée à l'Image Award de la meilleure actrice dans une série dramatique, pour le rôle de Sasha Monroe dans New York 911 (2003-2005). Elle intègre ensuite la distribution récurrente de la série policière NCIS : Los Angeles (2017-2018).

## Biographie

### Jeunesse et formation
De son vrai nom Nitara Carlynn Long, Nia Long est la fille de Talita Long (née Gillman) et de Doughtry "Doc" Long, tous les deux professeurs. Elle a des origines diverses provenant de la Trinité-et-Tobago, la Barbade et de Grenade.
Elle a deux ans lorsque ses parents divorcent, elle accompagne alors sa mère quand celle-ci déménage à Iowa City pour y étudier les beaux arts. Il s'ensuit un autre déménagement à Los Angeles, Nia a alors sept ans. Elle fréquente l'école catholique St. Mary's Academy à Inglewood, en Californie. Parallèlement à ses études, Nia est danseuse de ballet, elle pratique la gymnastique et s'illustre dans le chant, notamment via le jazz et joue de la guitare.
Elle obtient son diplôme de l'université Westchester à Los Angeles, en 1989.

### Carrière

#### Débuts remarqués
Coachée par l'actrice Betty A. Bridges, plus connue comme étant la mère de l'acteur Todd Bridges, révélé par la série Arnold et Willy, Nia signe ses premiers contrats pour la télévision. Elle doit, notamment, son tout premier rôle, à la série télévisée américaine, signée Disney, The B.R.A.T. Patrol.
En 1991, elle fait ses marques en intégrant le feuilleton télévisé américain Haine et Passion, elle interprète Kathryn Speakes pendant trois saisons. Dans le même temps, elle obtient son premier rôle au cinéma et se révèle au grand public dans le drame Boyz N the Hood de John Singleton. Véritable succès critique et public, le film lance également la carrière de Laurence Fishburne et Cuba Gooding Jr.. Elle fait une apparition dans la série phénomène, Le Prince de Bel-Air, qui propulse Will Smith sur le devant de la scène.
Elle retrouve ce dernier, accompagné de Whoopi Goldberg, en 1993, pour la comédie Made in America. Par la suite, elle se voit confier à nouveau un rôle dans Le Prince de Bel-Air, mais cette fois ci de manière récurrente. Elle interprète Lisa, fiancée du héros principal.
En 1996, elle apparaît dans les séries télévisées : Urgences et Moesha, avant de faire un retour remarqué, l'année d'après dans le premier rôle de la comédie romantique Petit béguin. Le film reçoit le prix du public au Festival de Sundance de 1997.

#### Révélation au cinéma et à la télévision

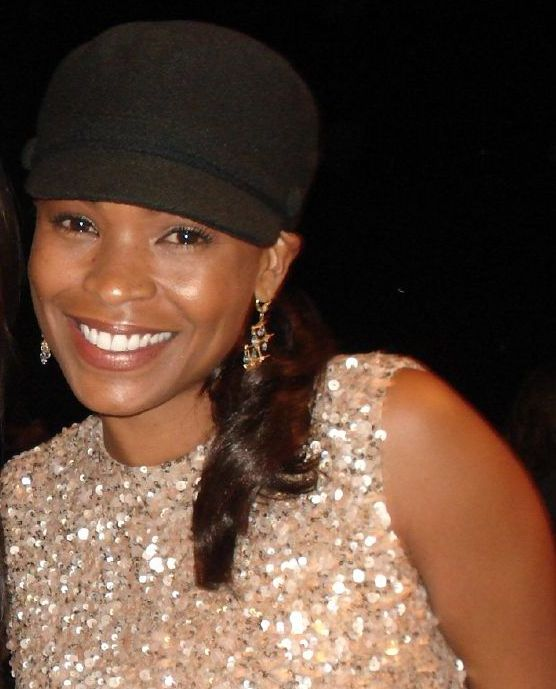
Nia Long, en 2007.

En 1999, elle rejoint la distribution de la comédie dramatique Le Mariage de l'année. Le film est un succès lors de sa sortie en salles et séduit également la critique. La prestation de Nia est saluée, elle remporte le titre de meilleure actrice lors de la cérémonie des NAACP Image Awards qui honorent les professionnels de communauté afro-américaine. Elle repart également lauréate lors des Black Reel Awards. Cette même année, elle participe au thriller controversé Stigmata avec Patricia Arquette.
L'année 2000 est également importante pour l'actrice puisqu'elle participe à la comédie familiale Big Mamma, méga-succès comique de Martin Lawrence, où elle remportera une citation à l'Image Award de la meilleure actrice et au Blockbuster Awards 2001.
En 2002, elle co-réalise le clip vidéo Baby de la chanteuse Ashanti, dans lequel elle y fait figuration.
En 2003, elle rejoint le casting principal de la série New York 911 pour les deux dernières saisons du show. Performance à nouveau récompensée par deux NAACP Image Awards consécutifs (2003 et 2004) de la meilleure actrice dans une série dramatique.
Elle fait une apparition remarquée dans la comédie Irrésistible Alfie avec Jude Law et Susan Sarandon, sorti en 2004.
Entre 2006 et 2010, elle multiplie les apparitions à la télévision, notamment dans la série dramatique Everwood et la série judiciaire Boston Justice. Elle fait partie de la distribution principale de la série tragi-comique Big Shots et double un des personnages récurrents de la série d'animation The Cleveland Show.
Elle n'en oublie pas le cinéma et réitère le succès du premier opus avec Big Mamma 2. Elle joue la meilleure amie de Sandra Bullock, en 2007, dans le thriller fantastique Prémonitions qui rencontre le succès au box office.

#### Confirmation: alternance entre cinéma et télévision

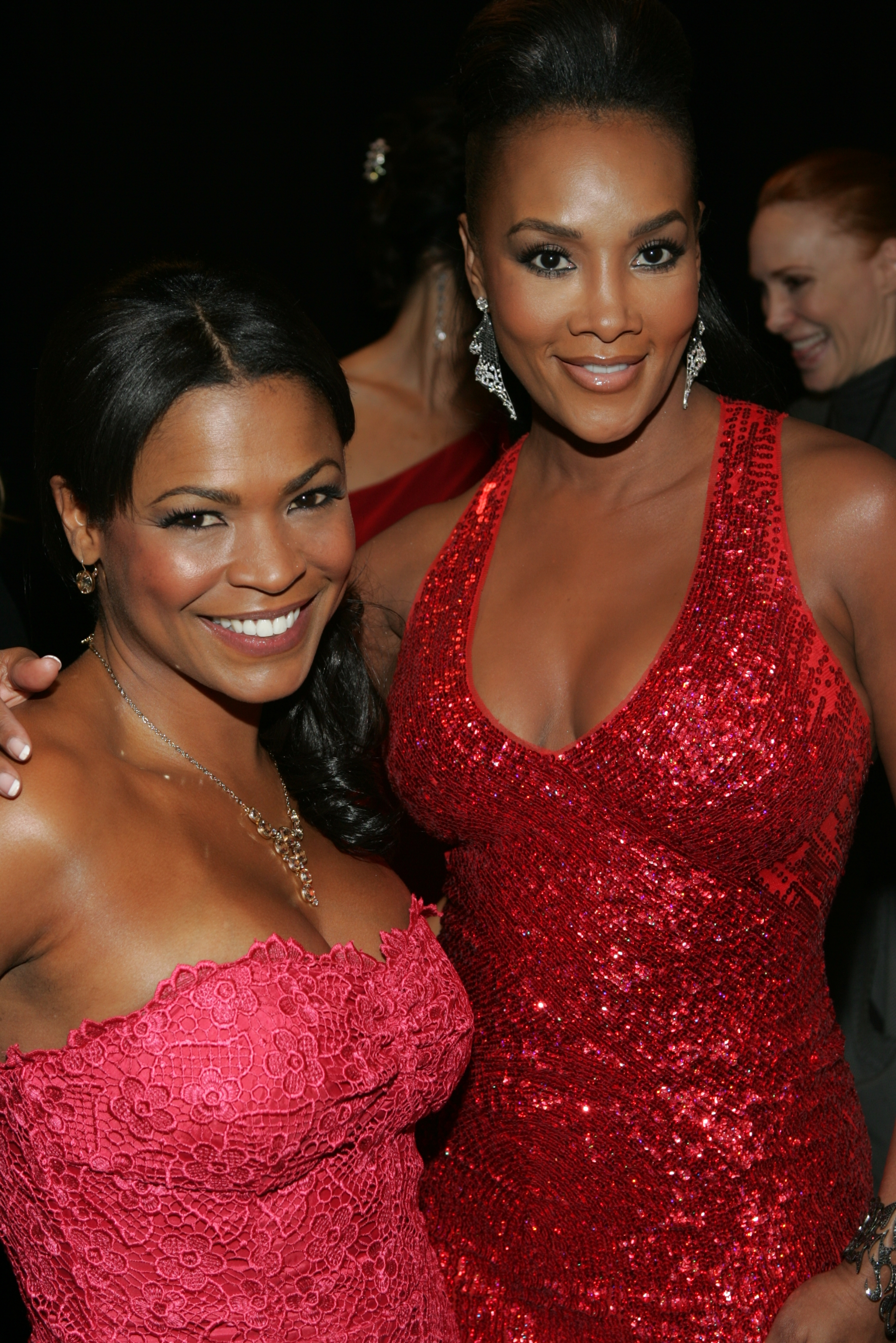
Nia Long et Vivica A. Fox dans les coulisses du défilé Heart Truth Fashion Show en 2009.

En 2010, elle interprète le rôle principal du film d'auteur Mooz-Lum. Une prestation pour laquelle l'actrice est citée lors des Black Reel Awards. Cette même année, sa carrière est récompensée par le titre de Star de l'année qu'elle remporte lors du Acapulco Black Film Festival.
Entre 2011 et 2016, elle multiplies les apparitions à la télévision : Elle joues les guest pour la série Chase, elle rejoint la série comique House of Lies avec Kristen Bell pour un arc de plusieurs épisodes et occupe l'un des rôles principaux de la série The Divide. Bien qu'elle remporte l'unanimité des critiques, la production est arrêtée à la fin de la première saison, faute d'audiences.
En 2013, au cinéma, elle renouvelle le succès du premier opus avec Le Mariage de l'année, 10 ans après, véritable plébiscite critique et public. Nia Long est personnellement récompensée par le titre de meilleure actrice lors de l'Acapulco Black Film Festival.

En 2016, elle tient le rôle principal de la sitcom Uncle Buck adapté du film du même nom sorti en 1989. Série du réseau ABC, censée réitérer le succès rencontré par le film, elle n'est finalement pas renouvelée pour une seconde saison en raison d'audiences insuffisantes. 

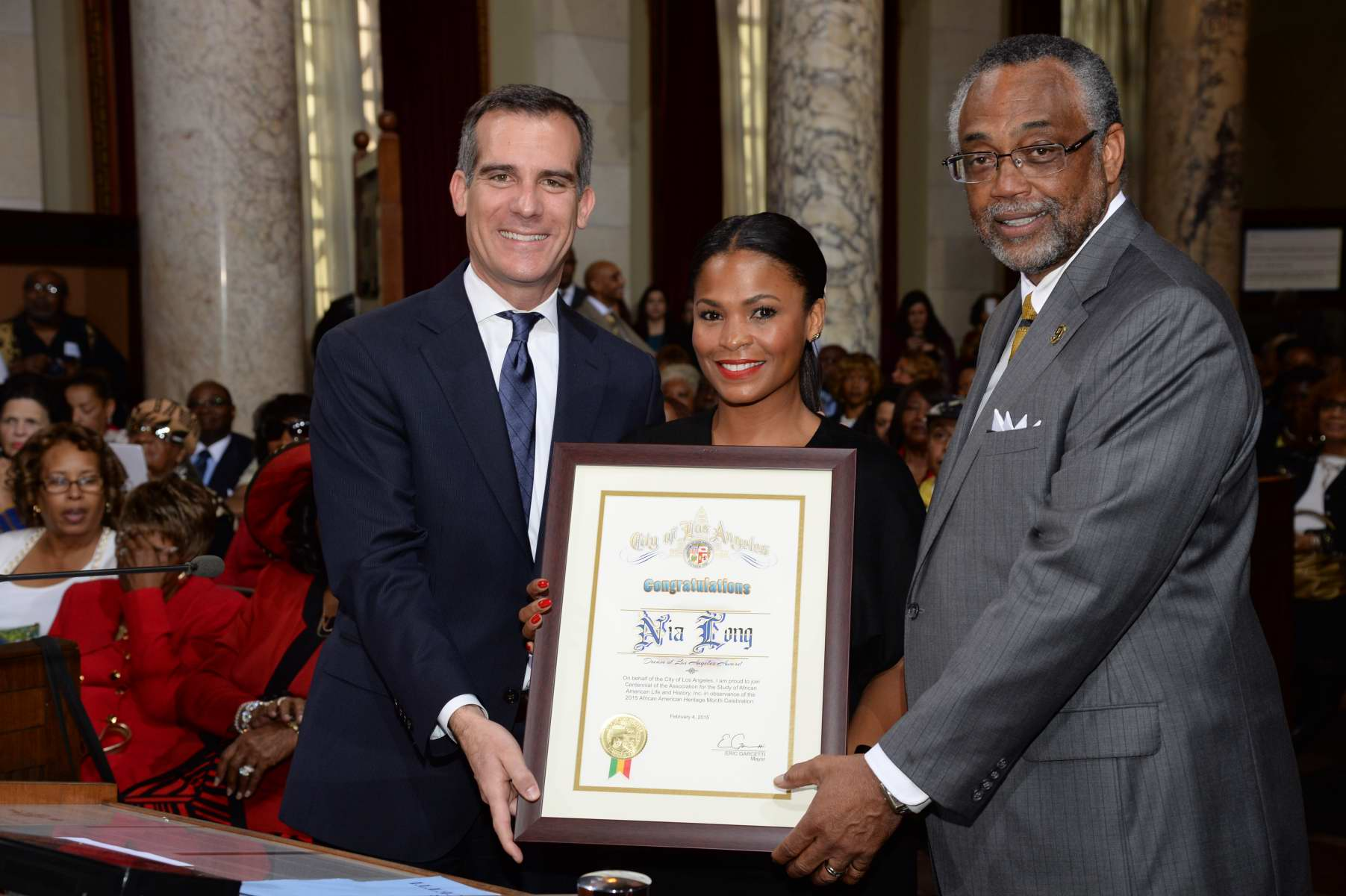
Nia Long, en 2015, lors de la célébration du mois du patrimoine historique afro-américain et la remise de son prix Dream of Los Angeles.

En 2017, elle rejoint l'ex Desperate Housewives, Dana Delany, pour la série appréciée par les critiques et distribuée par Amazon Video, Hand of God, durant un arc de 5 épisodes. Cette même année, elle obtient un rôle récurrent dans la troisième saison de la série musicale dramatique Empire qui rencontre un franc succès outre atlantique. Elle incarne Guiliana, une femme d'affaires accompagnée par Eva Longoria, également invitée pour cette deuxième partie de saison. Elle intervient aussi en tant que guest star dans la série Dear White People, diffusée sur la plateforme Netflix, pour un arc narratif de trois épisodes.
Au cinéma, elle est en tête d'affiche du biopic indépendant Roxanne Roxanne et dans un second rôle pour la comédie dramatique Lemon, tous deux présentés au Festival de Sundance 2017. Elle partage également la vedette du téléfilm Beaches aux côtés de Idina Menzel produit et diffusé par la chaîne Lifetime, il s'agit d'un remake du film Au fil de la vie, avec Bette Midler, réel succès critique et public lors de sa sortie en salles, en 1988. L'interprétation de Nia est remarquée par la critique et l'actrice reçoit une nouvelle citation au titre de Meilleure actrice lors de la cérémonie des Black Reel Awards 2017.
En avril 2017, elle rejoint le casting du drame Life In A Year, composé, entre autres, de Terrence Howard, Cara Delevingne et Jaden Smith. Le film raconte l'histoire d'amour de Daryn, 17 ans, pour sa petite amie, Isabelle, diagnostiquée avec le cancer, et son désir de tirer le meilleur parti du peu de temps qu'il lui reste. La sortie est prévue courant 2019.
En août 2017, la production de la série télévisée policière NCIS : Los Angeles annonce avoir créé spécialement un rôle pour Nia Long afin qu'elle rejoigne la distribution récurrente, à partir de la saison 9. Elle incarne la nouvelle directrice adjointe de l’équipe, Shay Mosley. Cet engagement lui permet de continuer à jouer les guest dans d'autre séries comme Les Goldberg. Cependant, elle quitte la distribution principale de NCIS en plein milieu de la saison 10,.
En 2019, elle est engagée dans la suite du film d'horreur 47 Meters Down, succès surprise de l'année 2017 avec Mandy Moore et Claire Holt, qui ne devraient cependant pas reprendre leurs rôles,. Cette suite, intitulée 47 Meters Down: Uncaged est cependant moins bien reçue que le premier volet et ne rencontre pas non plus le succès escompté au box-office.

### Vie privée
Elle a un fils, Massai Zhivago Dorsey II, né le 26 novembre 2000, de son mariage avec l'acteur Massai Dorsey.
Elle fréquente le joueur de basketball Ime Udoka depuis 2010. Elle donne naissance à leur fils, Kez Sunday Udoka, le 7 novembre 2011. Le couple se marie en mai 2015.

## Filmographie

### Cinéma
- 1990 : L'Emmuré vivant (Buried Alive) de Gérard Kikoïne : Fingers
- 1991 : La Loi de la rue (Boyz n the Hood) de John Singleton : Brandi
- 1993 : Made in America de Richard Benjamin : Zora Mathews
- 1995 : Friday de F. Gary Gray : Debbie
- 1997 : Petit béguin (Love Jones) de Theodore Witcher : Nina Mosley
- 1997 : Hav Plenty de Christopher Scott Cherot : Trudy
- 1997 : Soul Food de George Tillman Jr. : Robin / 'Bird'
- 1998 : Butter de Peter Gathings Bunche : Carmen Jones
- 1999 : Gangsta Cop (In Too Deep) de Michael Rymer : Myra
- 1999 : Le Mariage de l'année (The Best Man) de Malcolm D. Lee : Jordan Armstrong
- 1999 : Stigmata de Rupert Wainwright : Donna Chadway
- 1999 : Held Up (en) de Steve Rash : Rae
- 1999 : The Secret Laughter of Women de Peter Schwabach : Nimi Da Silva
- 2000 : Le Club des cœurs brisés de Greg Berlanti : Leslie
- 2000 : Les Initiés (Boiler Room) de Ben Younger : Abbie Halpert
- 2000 : Big Mamma (Big Momma's House) de Raja Gosnell : Sherry Pierce
- 2003 : Baadasssss! de Mario Van Peebles : Sandra
- 2004 : Irrésistible Alfie (Alfie) de Charles Shyer : Lonette
- 2005 : On arrive quand ? (Are We There Yet?) de Brian Levant : Suzanne Kingston
- 2006 : Big Mamma 2 (Big Momma's House 2) de John Whitesell : Sherry Pierce
- 2007 : Prémonitions de Mennan Yapo: Annie
- 2007 : On arrête quand ? (Are We Done Yet?) de Steve Carr : Suzanne Persons
- 2008 : Gospel Hill de Giancarlo Esposito : Mrs. Palmer
- 2010 : Mooz-Lum de Qasim Basir : Safiyah Mahdi
- 2013 : The Best Man Holiday de Malcolm D. Lee : Jordan Armstrong
- 2014 : The Single Moms Club de Tyler Perry : May
- 2016 : Keanu de Peter Atencio : Hannah
- 2017 : Roxanne Roxanne de Michael Larnell : Ms. Peggy Gooden
- 2017 : Lemon de Janicza Bravo : Cleo
- 2019 : 47 Meters Down: Uncaged de Johannes Roberts : Jennifer
- 2019 : Life In A Year de Mitja Okorn : Catherine
- 2020 : The Banker de George Nolfi : Eunice Garrett
- 2020 : Fatal Affair de Peter Sullivan : Ellie
- 2022 : Une vie ou l'autre (Look Both Ways) de Wanuri Kahiu
- 2023 : You People de Kenya Barris (en)
- 2023 : Missing de Will Merrick et Nicholas D. Johnson : Grace Allen
- 2023 : La Vie en un an : Catherine
- 2025 : Michael d'Antoine Fuqua : Katherine Jackson

### Télévision

#### Clips
- 1995 : Keep Their Heads Ringin' de Dr. Dre

#### Séries télévisées
- 1986 : The B.R.A.T. Patrol : Darla Perkins (saison 31, épisode 4)
- 1986 : 227 : Une fille (saison 1, épisode 20)
- 1991 - 1995 : Le Prince de Bel-Air : Lisa Wilkes (15 épisodes) / Claudia Prescott (1 épisode)
- 1991 - 1993 : Haine et Passion : Katherine 'Kat' Speakes
- 1993 : Living Single : Stacey Evans (saison 1, épisode 13)
- 1995 : Live Shot : Ramona Greer (épisode non communiqué)
- 1996 : Urgences : Christy Wilson (saison 2, épisode 15)
- 1996 : Moesha : Babsitter (saison 2, épisodes 9 et 10)
- 2001 - 2002 : Amy : Andrea Solomon (6 épisodes)
- 2003 : New York 911 : Officier Sasha Monroe (45 épisodes)
- 2006 : Everwood : Cassie (saison 4, épisode 16)
- 2007 : Boston Justice : Vanessa Walker (saison 3, épisodes 11, 12 et 13)
- 2007 : Big Shots : Katie Graham (11 épisodes)
- 2009 - 2010 : The Cleveland Show : Roberta Tubbs (14 épisodes)
- 2011 : Chase : Melissa Randolph (saison 1, épisode 13)
- 2013 : House of Lies : Tamara (8 épisodes)
- 2014 : The Divide : Billie Page (8 épisodes)
- 2016 : Uncle Buck : Alexis Russell (8 épisodes)
- 2017 : Hand of God : Izzy (5 épisodes)
- 2017 : Empire : Giuliana Green (saison 3, 8 épisodes)
- 2017 : Dear White People : Neika Hobbs (saison 1, 3 épisodes)
- 2017-2018 : NCIS : Los Angeles : Shay Mosley (saisons 9 et 10, 30 épisodes)
- 2018 : Les Goldberg : Lucy Somers (1 épisode)

#### Téléfilms
- 1998 : Black Jaq de Forest Whitaker : Jaqueline 'Jaq' Blackman
- 2000 : Si les murs racontaient 2 (If These Walls Could Talk 2) de Sylvia Sichel : Karen (segment « 1972 »)
- 2002 : Les Fantômes de High River (Sightings: Heartland Ghost) de Brian Trenchard-Smith : Lou
- 2010 : Boston's Finest de Gary Fleder : Taylor Sanchez
- 2017 : Une promesse au nom de notre amitié (Beaches) de Allison Anders : Hilary Whitney

## Voix francophones
En France, Géraldine Asselin et Ninou Fratellini sont les voix régulières de Nia Long, l'ayant doublée à huit reprises chacune. Annie Milon l'a également doublée à quatre reprises.

## Distinctions

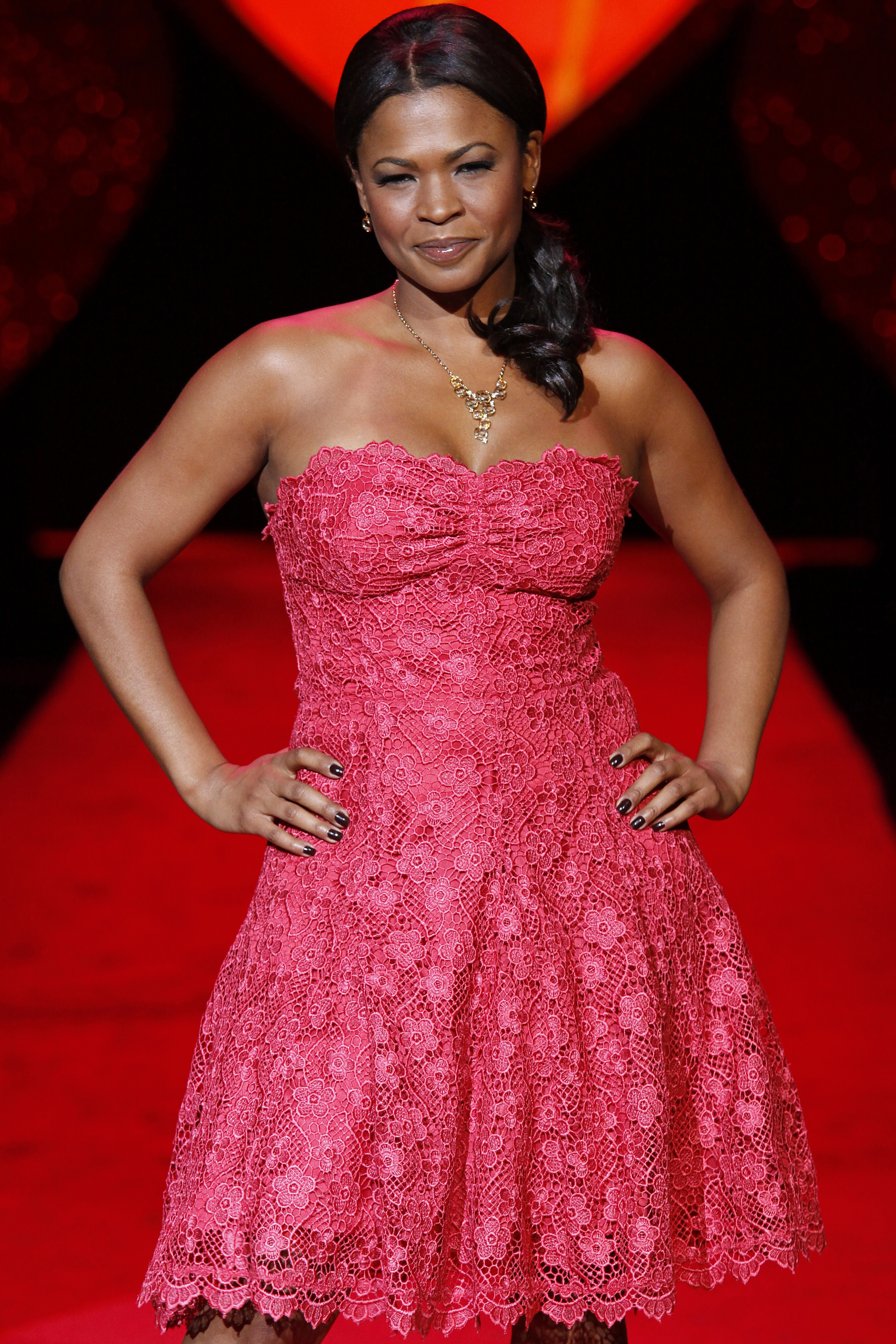
Nia Long, lors du défilé The Heart Truth’s Red Dress Collection Fashion Show, en 2009, pour la Fashion Week.

Sauf indication contraire ou complémentaire, les informations mentionnées dans cette section proviennent de la base de données IMDb.

### Récompenses
- Black Reel Awards 2000 : Meilleure actrice pour The Best Man
- NAACP Image Awards 2000 : Meilleure actrice pour The Best Man
- NAACP Image Awards 2004 : Meilleure actrice dans une série dramatique pour New York 911
- NAACP Image Awards 2005 : Meilleure actrice dans une série dramatique pour New York 911
- Acapulco Black Film Festival 2010 : Star de l'année pour l'ensemble de sa carrière
- Acapulco Black Film Festival 2014 :
  - Meilleure distribution pour The Best Man Holiday
  - Meilleure actrice pour The Best Man Holiday

### Nominations
- NAACP Image Awards 1996 : Meilleure actrice de série comique dans un second rôle pour Le Prince de Bel-Air
- Acapulco Black Film Festival 1998 : Meilleure actrice pour Love Jones
- NAACP Image Awards 1998 : Meilleure actrice pour Love Jones
- Black Reel Awards 2001 : Meilleure actrice dans un second rôle pour Boiler Room
- Blockbuster Entertainment Awards 2001 : Meilleure actrice pour Big Mamma
- NAACP Image Awards 2001 :
  - Meilleure actrice pour Big Mamma
  - Meilleure actrice dans un téléfilm, une mini série dramatique pour Si les murs racontaient 2
- BET Comedy Awards 2005 : Meilleure actrice dans un second rôle pour Irrésistible Alfie
- Black Reel Awards 2005 : Meilleure actrice dans un second rôle pour Alfie
- Black Reel Awards 2012 : Meilleure actrice pour Mooz-Lum
- Black Reel Awards 2014 : Meilleure actrice pour The Best Man Holiday
- NAACP Image Awards 2014 : Meilleure actrice de série comique dans un second rôle pour House of Lies
- Black Reel Awards 2017 : Meilleure actrice dans une série télé, un téléfilm ou une mini série pour Beaches